# Mateo Musacchio
Mateo Musacchio (Rosario, 26 d'agost de 1990) és un futbolista argentí que actualment juga a les files de l'AC Milan.

## Trajectòria futbolística

### Inicis
Musacchio jugà en les categories inferiors de River Plate, de fet, va ser el jugador més jove en debutar amb l'equip "millonario" als 16 anys. L'estiu del 2009 fou traspassat al Vila-real.

### Vila-real
Va ocupar una plaça de jugador comunitari, ja que tenia la doble nacionalitat argentina-italiana. Durant la seua primera temporada va jugar majoritàriament amb l'equip de La Plana. El jove jugador argentí va debutar amb el filial groguet davant el Córdoba el 6 de setembre del 2009 substituint al seu company Carles Tomàs en l'inici de la segona part.

Musacchio va debutar a Primera Divisió el 13 de febrer del 2010 davant l'Athletic de Bilbao. Entrà al terreny de joc substituint a Matilla.
La temporada 2010/11 s'erigeix com a titular indiscutible en l'eix de la defensa junt amb Carlos Marchena, la marxa de Diego Godín propicià aquest fulgurant ascens.
Continuà amb l'equip groguet tot i el descens de l'equip, la temporada 2011/12. Va ser en la tercera jornada de la Segona divisió 2012/13 quan va aconseguir marcar el seu primer gol amb el "submarí groguet", va ser de tacó contra CD Guadalajara. El 8 de juny de 2013 es va confirmar el retorn de l'equip groguet a Primera Divisió després de guanyar a l'UD Almería per 1-0. En aquesta temporada a Segona Divisió el jugador argentí va completar 39 dels 42 partits com a titular, la majoria compartint l'eix de la defensa amb Olof Mellberg.

### AC Milan
Després de diverses temporades especulant-se amb la seua marxa, finalment, l'estiu del 2017 es va fer oficial el seu fitxatge per l'AC Milan, per una xifra propera als 18 milions d'euros. L'argentí va signar un contracte per quatre temporades.

## Selecció
El seu debut amb la selecció va ser en un partit amistós contra Nigèria, de la mà de Batista. Va començar el partit a la banqueta, entrà al terreny de joc al minut 64 per substituir a Ezequiel Garay.

## Palmarès

### River Plate
- 1 Torneo Clausura: (2008)